# Église Saint-Symphorien de Touches
L'église Saint-Symphorien de Touches est une église située sur le territoire de la commune de Mercurey dans le département français de Saône-et-Loire et la région Bourgogne-Franche-Comté.

## Historique
Elle fait l'objet d'un classement au titre des monuments historiques depuis le 10 septembre 1913.